# Alta (Norvegia)
Alta (Álaheadju in sami) è un comune situato nella contea di Finnmark in Norvegia. 
Il territorio comunale attuale deriva dalla fusione del comuni di Alta e Talvik avvenuta nel 1964. Capoluogo del comune è il centro abitato omonimo che dal 2001 ha lo status di città. Altri centri abitati del comune sono: Kåfjord, Komagfjord, Kvenvik, Langfjordbotn, Leirbotn, Rafsbotn, Talvik e Tverrelvdalen.
Si tratta della città con più di 20 789 abitanti più a nord del mondo.

## Geografia fisica
Alta è situata all'estremità settentrionale della Norvegia ben oltre il circolo polare artico.
Il territorio comunale comprende la terraferma intorno al fiordo di Alta, parte dell'isola di Stjernøy e di quella di Seiland, su queste isole si trovano gli unici giacimenti di nefelina dell'Europa occidentale.
La parte occidentale è montuosa, il rilievo più elevato è il monte Vuorašnjárgga (Haldde) che raggiunge i 1149 m s.l.m. la parte orientale è caratterizzata da numerose vallate solcate da fiumi, il principale è il fiume fiume Alta (Altaelva o Álttáeatnu) uno dei corsi d'acqua più ricchi di salmoni del paese. Il fiume bagna la città di Alta dopo aver percorso l'altopiano del Finnmark dove scava uno dei più grandi canyon d'Europa.

## Storia
Ad Alta, e più precisamente nella località di Hjemmeluft, si trovano le più antiche tracce preistoriche della Norvegia, delle sue incisioni rupestri che nel 1985 furono inserite nella lista dei luoghi patrimoni dell'umanità dell'UNESCO. Il sito comprende circa 3000 incisioni suddivise in 14 aree, le più antiche risalgono a 6000 anni fa. Nei pressi si trova anche un museo dedicato ai petroglifi.
Tra il 1738 e il 1814 fu sede del governatore del Finnmark. Nel 1979 Alta fu al centro di un grande dibattito politico per via del progetto di costruire una diga sul fiume Alta per la produzione di energia idroelettrica. La diga venne costruita lo stesso e comunque il fiume è ancora rinomato per la quantità di salmoni nelle sue acque. L'economia della città si basa oggi sulla piccola e media industria e sul turismo, agevolato dal suo aeroporto, il porto marittimo e richiamato dalla costruzione negli ultimi anni di un hotel di ghiaccio.
Nel 1855 divenne sede della prefettura apostolica del Polo Nord per le missioni cattoliche più a Nord del mondo, sia in Europa che, teoricamente, in America.
Ad Alta sorge la Cattedrale dell'auorora boreale (Northern Lights Cathedral), ultimata nel 2013, con le pareti in titanio che riflette la luce solare e un campanile a spirale. All'interno, sulla parete di fondo, è appeso un crocifisso dorato. Nella stanzetta alla base della spirale del campanile c'è una scala dorata, simbolo della Scala di Giacobbe.